# 하의 (고려)
하의(河義, ?~?)는 하보의 아버지로 고려의 문신이다.

## 생애
벼슬은 참지정사와 정순대부(正順大夫) 병부참지를 역임했으며 이후 일찍 별세를 하자, 조정에서는 금자광록대부(金紫光祿大夫)를 추증하였다.

## 가계
- 아버지 : 하백부(河白富)
  - 아들 : 하보(河保)
    - 손자 : 하직의(河直漪)
      - 증손자 :하즙(河楫)

## 참고 문헌
- 高麗史
- 萬家譜
- 晉陽 河氏 庚辰譜
- 하승무의 晉陽河氏 家門人物硏究